# Yacimiento arqueológico de El Malagón
El yacimiento arqueológico de El Malagón se sitúa en el altiplano de Chirivel, sobre una suave elevación en el término municipal de Cúllar (Granada, España). Se trata de un poblado de la Edad del Cobre, perteneciente al grupo de Los Millares y datado entre el 2565 y el 2200 a. C.
El yacimiento está compuesto por varias cabañas de planta circular hechas de zócalos de piedra, trabados con barro, sobre los que se alzan muros de tapial. En el interior de algunas viviendas existen bancos corridos y hogares delimitados por anillos de adobe. El poblado se protegió por una muralla y un fortín circular situado en la cima de la colina. En él se han encontrado restos de la reducción y fundición de mineral de cobre. A los pies del poblado hay un afloramiento de malaquita, por lo que se ha deducido que la principal actividad económica era la metalurgia.
Su enclave adquiere un alto valor estratégico si se tiene en cuenta que no sólo controla los recursos mineros, sino que está situado en un cruce de caminos donde se ponen en contacto las rutas más importantes que unen la costa mediterránea con el Alto Guadalquivir.
El área excavada en las sucesivas campañas ha mostrado la existencia de un conjunto de cabañas de diferentes dimensiones, quedando así mismo documentada una potente línea de muralla que bordea el extremo norte del poblado. La distribución general de las cabañas dentro del poblado pone de manifiesto un sistema primitivo de organización urbanística basado en viviendas circulares aisladas, aunque agrupadas en determinadas zonas y dejando pequeños sectores como espacios libres, hacia los cuales se orientan, por lo general, las puertas de las cabañas.
Es también característica de este poblado la existencia de numerosas fosas de diversos tamaños y de planta circular o irregular que se encuentran en su mayoría al exterior de las cabañas, que se utilizaron, probablemente, como vertederos. Cerrando el área de habitación por el lado norte, aparece una línea de fortificación que discurre en sentido este-oeste.
La muralla está formada por piedras de regular tamaño, trabadas con un tipo de barro similar al que se empleó como mortero en los muros de las viviendas. La cara interior se mantuvo sin modificaciones a lo largo de toda la vida del poblado, mientras que hacia el exterior se realizaron diversas reconstrucciones.
Finalmente, hay que señalar como obra de defensa del hábitat la existencia de un pequeño fortín de planta aproximadamente circular, muy destruido, que se halla emplazado sobre la cima del cerro inmediato al poblado.